# 10978 Bärbchen
10978 Bärbchen è un asteroide della fascia principale. Scoperto nel 1973, presenta un'orbita caratterizzata da un semiasse maggiore pari a 3,0901225 UA e da un'eccentricità di 0,1305790, inclinata di 15,55356° rispetto all'eclittica.